# فيل سافاج
فيل سافاج (بالإنجليزية: Phil Savage)‏ هو مسير رياضي أمريكي، ولد في 7 أبريل 1965 في موبيل في الولايات المتحدة.